# Prix Goncourt/Roman

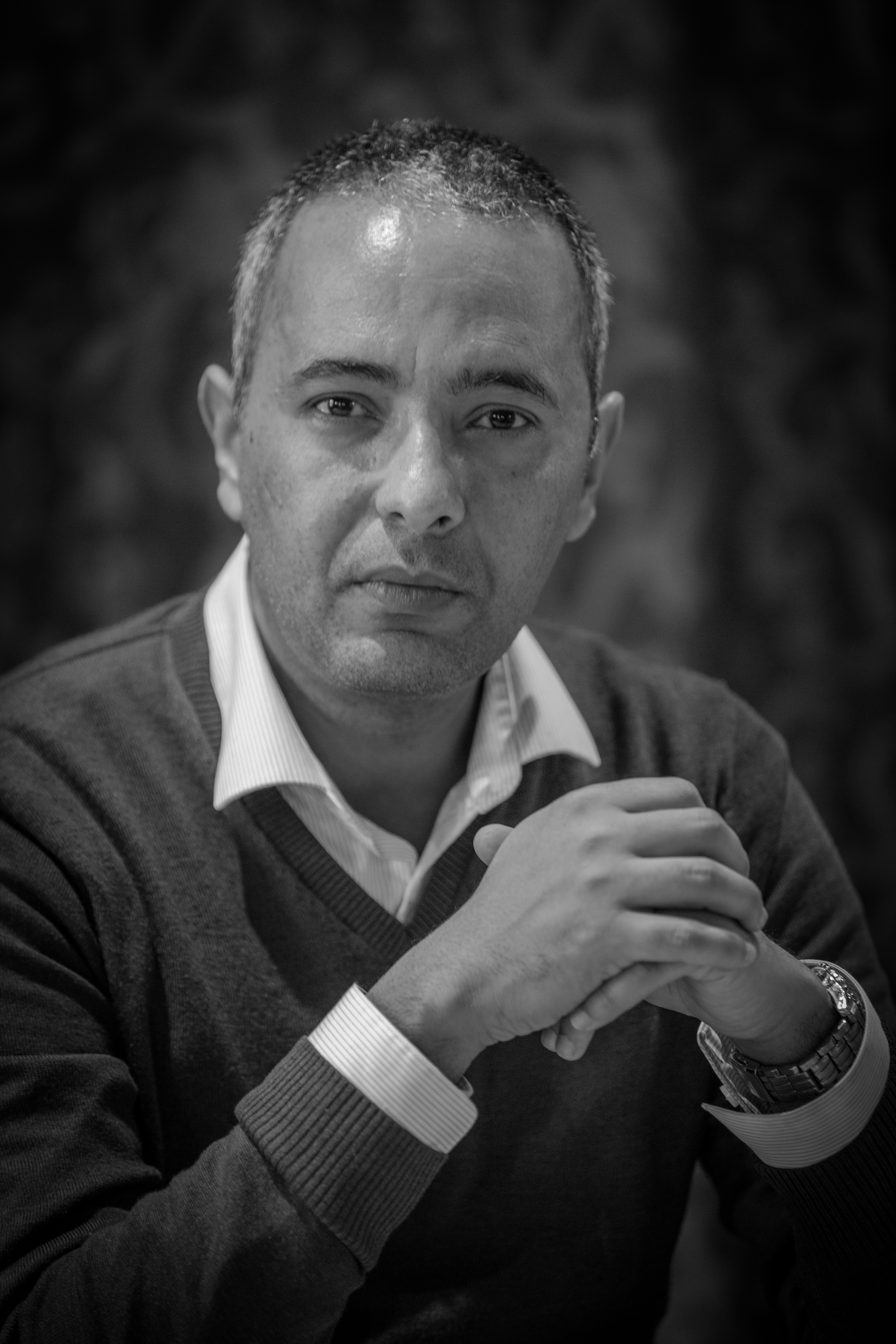
Preisträger 2024: Kamel Daoud für Houris

Der Prix Goncourt für den besten französischsprachigen Roman des Jahres (französisch Le Prix Goncourt) wurde erstmals im Jahr 1903 verliehen. Er ist somit der älteste unter den von der Académie Goncourt vergebenen fünf Preisen und hat auch das höchste Renommee.

## Auswahlverfahren
Ähnlich der im angloamerikanischen Raum verwendeten Long- und Shortlist veröffentlichen die Jurymitglieder bei der Vergabe des Prix Goncourt für den besten Roman zuerst im September eine größere Auswahlliste mit bis zu 16 Romanen („1ère sélection“). Diese wird in einem zweiten Auswahlprozess Anfang Oktober auf normalerweise acht Titel („2ème sélection“) und Ende Oktober auf finale vier Romane („3ème sélection“) reduziert. Über den Gewinner des Prix Goncourt stimmen die zehn Jurymitglieder dann offen mündlich in bis zu 14 Wahldurchgängen nacheinander ab. In den ersten zehn Runden kann der Preis nur mit absoluter Stimmenmehrheit, in den Durchgängen 11 bis 13 mit relativer Mehrheit vergeben werden. Im Falle eines Stimmengleichstands ist im 14. und letzten Wahldurchgang die Stimme des Jurypräsidenten ausschlaggebend.

## Preisträger
Erfolgreichster Verlag ist Éditions Gallimard mit bisher 40 Preisträgern (Stand: 2024). Obwohl der Prix Goncourt traditionell nicht mehrfach an dieselbe Person vergeben wird, errang der Franzose Romain Gary (1914–1980) zwei Auszeichnungen – 1956 für Les racines du ciel und 1975 für den unter dem Pseudonym Émile Ajar veröffentlichten Roman La vie devant soi. Erst nach seinem Tod wurde im Jahr 1981 bekannt, dass Gary mit Ajar identisch war.
Siege von Debütromanen blieben Ausnahmen. Paul Colin (1950 für Les jeux sauvages) und André Schwarz-Bart (1959 für Le dernier des justes) wurden für Erstlingswerke ausgezeichnet, konnten aber in der Folge kein umfangreiches Werk aufbauen. Ihnen folgte Edmonde Charles-Roux (1966 für Oublier Palerme). Obwohl 1990 eine eigene Kategorie für die Prämierung von Erstlingswerken geschaffen wurde, setzte sich im selben Jahr Jean Rouaud mit Les champs d’honneur als bester Roman durch, dem 1996 Pascale Roze mit ihrem Debütroman Le Chasseur zéro folgte. Roze war die achte Autorin, die mit dem Prix Goncourt geehrt wurde, nach Elsa Triolet (1944), Béatrix Beck (1952), Simone de Beauvoir (1954), Anna Langfus (1962), Charles-Roux (1966), Antonine Maillet (1979) und Marguerite Duras (1984). Mit Paule Constant (1998), Marie NDiaye (2009), Lydie Salvayre (2014), Leïla Slimani (2016) und Brigitte Giraud (2022) folgten Siege weiterer Autorinnen.
| Jahr | Preisträger/-in             | Roman                                                    | Deutscher Titel                                                  |
| ---- | --------------------------- | -------------------------------------------------------- | ---------------------------------------------------------------- |
| 1903 | John-Antoine Nau            | Force ennemie                                            |                                                                  |
| 1904 | Léon Frapié                 | La maternelle                                            | Kinderschulgeschichten                                           |
| 1905 | Claude Farrère              | Les civilisés                                            | Kulturmenschen                                                   |
| 1906 | Jérôme Tharaud              | Dingley, l’illustre écrivain                             |                                                                  |
| 1906 | Jean Tharaud                | Dingley, l’illustre écrivain                             |                                                                  |
| 1907 | Émile Moselly               | Terres lorraines                                         |                                                                  |
| 1908 | Francis de Miomandre        | Écrit sur de l’eau...                                    |                                                                  |
| 1909 | Marius-Ary Leblond          | En France                                                |                                                                  |
| 1910 | Louis Pergaud               | De Goupil à Margot                                       | Mart und Margot / Pergau                                         |
| 1911 | Alphonse de Châteaubriant   | Monsieur des Lourdines                                   | Herr von Lourdines                                               |
| 1912 | André Savignon              | Les filles de la pluie                                   |                                                                  |
| 1913 | Marc Elder                  | Le peuple de la mer                                      |                                                                  |
| 1914 | Adrien Bertrand             | L’appel du sol                                           |                                                                  |
| 1915 | René Benjamin               | Gaspard                                                  |                                                                  |
| 1916 | Henri Barbusse              | Le feu                                                   | Das Feuer                                                        |
| 1917 | Henry Malherbe              | La flamme au poing                                       |                                                                  |
| 1918 | Georges Duhamel             | Civilisation                                             |                                                                  |
| 1919 | Marcel Proust               | À l’ombre des jeunes filles en fleurs                    | Im Schatten der jungen Mädchen / Im Schatten junger Mädchenblüte |
| 1920 | Ernest Pérochon             | Nêne                                                     | Magdalene: Geschichte eines einfachen Herzens                    |
| 1921 | René Maran                  | Batouala                                                 | Batuala / Batouala                                               |
| 1922 | Henri Béraud                | Le vitriol de la lune                                    |                                                                  |
| 1922 | Henri Béraud                | Le martyre de l’obèse                                    | Das Martyrium des Dicken                                         |
| 1923 | Lucien Fabre                | Rabevel ou Le mal des ardents                            |                                                                  |
| 1924 | Thierry Sandre              | Le chèvrefeuille, Le purgatoire, Le chapitre XIII        |                                                                  |
| 1925 | Maurice Genevoix            | Raboliot                                                 |                                                                  |
| 1926 | Henri Deberly               | Le supplice de Phèdre                                    |                                                                  |
| 1927 | Maurice Bedel               | Jérôme 60° latitude nord                                 | Jérôme liebt auf 60° nördlicher Breite                           |
| 1928 | Maurice Constantin-Weyer    | Un homme se penche sur son passé                         | … ein Blick zurück und dann …                                    |
| 1929 | Marcel Arland               | L’ordre                                                  | Heilige Ordnung / Das Gesetz der Ordnung                         |
| 1930 | Henri Fauconnier            | Malaisie                                                 | Das Palmenhaus                                                   |
| 1931 | Jean Fayard                 | Mal d’amour                                              | Liebesleid                                                       |
| 1932 | Guy Mazeline                | Les loups                                                |                                                                  |
| 1933 | André Malraux               | La condition humaine                                     | So lebt der Mensch                                               |
| 1934 | Roger Vercel                | Capitaine Conan                                          | Capitaine Conan                                                  |
| 1935 | Joseph Peyré                | Sang et lumières                                         |                                                                  |
| 1936 | Maxence Van der Meersch     | L’empreinte de Dieu                                      | Sein Vermächtnis                                                 |
| 1937 | Charles Plisnier            | Faux passeports                                          | Falsche Pässe                                                    |
| 1938 | Henri Troyat                | L’araigne                                                | Die Giftspinne                                                   |
| 1939 | Philippe Hériat             | Les enfants gâtés                                        | Agnes Boussardel                                                 |
| 1940 | Francis Ambrière            | Les grandes vacances                                     |                                                                  |
| 1941 | Henri Pourrat               | Le vent de mars                                          |                                                                  |
| 1942 | Marc Bernard                | Pareil á des enfants                                     |                                                                  |
| 1943 | Marius Grout                | Passage de l’homme                                       |                                                                  |
| 1944 | Elsa Triolet                | Le premier accroc coûte 200 Francs                       | Das Ende hat seinen Preis                                        |
| 1945 | Jean-Louis Bory             | Mon village a l’heure allemande                          |                                                                  |
| 1946 | Jean-Jacques Gautier        | Histoire d’un fait divers                                |                                                                  |
| 1947 | Jean-Louis Curtis           | Les forêts de la nuit                                    | Labyrinthe der Nacht                                             |
| 1948 | Maurice Druon               | Les grandes familles                                     | Die großen Familien                                              |
| 1949 | Robert Merle                | Week-end à Zuydcoote                                     | Wochenend in Zuidcoote                                           |
| 1950 | Paul Colin                  | Les jeux sauvages                                        |                                                                  |
| 1951 | Julien Gracq                | Le rivage des Syrtes                                     | Das Ufer der Syrten                                              |
| 1952 | Béatrix Beck                | Léon Morin, prêtre                                       | Léon Morin, Priester                                             |
| 1953 | Pierre Gascar               | Les bêtes                                                | Die Tiere                                                        |
| 1953 | Pierre Gascar               | Le temps de morts                                        | Garten der Toten                                                 |
| 1954 | Simone de Beauvoir          | Les Mandarins                                            | Die Mandarins von Paris                                          |
| 1955 | Roger Ikor                  | Les eaux mêlées                                          |                                                                  |
| 1956 | Romain Gary                 | Les racines du ciel                                      | Die Wurzeln des Himmels                                          |
| 1957 | Roger Vailland              | La loi                                                   | Hart auf hart / Das Gesetz                                       |
| 1958 | Francis Walder              | Saint Germain ou la négociation                          | Der Unterhändler                                                 |
| 1959 | André Schwarz-Bart          | Le dernier des justes                                    | Der Letzte der Gerechten                                         |
| 1960 | Vintila Horia               | Dieu est né en exil                                      | Gott ist im Exil geboren                                         |
| 1961 | Jean Cau                    | La pitié de Dieu                                         | Das Erbarmen Gottes                                              |
| 1962 | Anna Langfus                | Les bagages de sable                                     | Gepäck aus Sand                                                  |
| 1963 | Armand Lanoux               | Quand la mer se retire                                   | Wenn das Meer zurückweicht                                       |
| 1964 | Georges Conchon             | L’état sauvage                                           | Wilde Zustände                                                   |
| 1965 | Jacques Borel               | L’adoration                                              | Die Anbetung                                                     |
| 1966 | Edmonde Charles-Roux        | Oublier Palerme                                          | Palermo vergessen                                                |
| 1967 | André Pieyre de Mandiargues | La marge                                                 | Der Rand                                                         |
| 1968 | Bernard Clavel              | Les fruits de l’hiver                                    | Früchte des Winters                                              |
| 1969 | Félicien Marceau            | Creezy                                                   | Creezy                                                           |
| 1970 | Michel Tournier             | Le roi des aulnes                                        | Der Erlkönig                                                     |
| 1971 | Jacques Laurent             | Les bêtises                                              |                                                                  |
| 1972 | Jean Carrière               | L’epervier de Maheux                                     | Der Sperber von Maheux                                           |
| 1973 | Jacques Chessex             | L’ogre                                                   | Der Kinderfresser                                                |
| 1974 | Pascal Lainé                | La dentellière                                           | Die Spitzenklöpplerin                                            |
| 1975 | Émile Ajar                  | La vie devant soi                                        | Du hast das Leben noch vor dir                                   |
| 1976 | Patrick Grainville          | Les flamboyants                                          |                                                                  |
| 1977 | Didier Decoin               | John l’enfer                                             | Fenster zur Hölle                                                |
| 1978 | Patrick Modiano             | Rue des boutiques obscures                               | Die Gasse der dunklen Läden                                      |
| 1979 | Antonine Maillet            | Pélagie la charrette                                     | Mit der Hälfte des Herzens                                       |
| 1980 | Yves Navarre                | Le jardin d’acclimatation                                | Vorbeugender Eingriff                                            |
| 1981 | Lucien Bodard               | Anne Marie                                               |                                                                  |
| 1982 | Dominique Fernandez         | Dans la main de l’ange                                   | In der Hand des Engels                                           |
| 1983 | Frédérick Tristan           | Les égarés                                               |                                                                  |
| 1984 | Marguerite Duras            | L’amant                                                  | Der Liebhaber                                                    |
| 1985 | Yann Queffélec              | Les noces barbares                                       | Barbarische Hochzeit                                             |
| 1986 | Michel Host                 | Valet de nuit                                            |                                                                  |
| 1987 | Tahar Ben Jelloun           | La nuit sacrée                                           | Die Nacht der Unschuld                                           |
| 1988 | Érik Orsenna                | L’exposition coloniale                                   | Gabriel II. oder was kostet die Welt                             |
| 1989 | Jean Vautrin                | Un grand pas vers le bon Dieu                            | Das Herz spielt Blues                                            |
| 1990 | Jean Rouaud                 | Les champs d’honneur                                     | Die Felder der Ehre                                              |
| 1991 | Pierre Combescot            | Les filles du Calvaire                                   |                                                                  |
| 1992 | Patrick Chamoiseau          | Texaco                                                   | Texaco                                                           |
| 1993 | Amin Maalouf                | Le rocher de Tanios                                      | Die Felsen des Tanios                                            |
| 1994 | Didier van Cauwelaert       | Un aller simple                                          | Das Findelkind                                                   |
| 1995 | Andreï Makine               | Le testament français                                    | Das französische Testament                                       |
| 1996 | Pascale Roze                | Le chasseur zéro                                         | Das Geräusch                                                     |
| 1997 | Patrick Rambaud             | La bataille                                              | Die Schlacht                                                     |
| 1998 | Paule Constant              | Confidence pour confidence                               | Vertrauen gegen Vertrauen                                        |
| 1999 | Jean Echenoz                | Je m’en vais                                             | Ich gehe jetzt                                                   |
| 2000 | Jean-Jacques Schuhl         | Ingrid Caven                                             | Ingrid Caven                                                     |
| 2001 | Jean-Christophe Rufin       | Rouge Brésil                                             |                                                                  |
| 2002 | Pascal Quignard             | Les ombres errantes                                      | Die wandernden Schatten                                          |
| 2003 | Jacques-Pierre Amette       | La maîtresse de Brecht                                   |                                                                  |
| 2004 | Laurent Gaudé               | Le soleil des Scorta                                     | Die Sonne der Scorta                                             |
| 2005 | François Weyergans          | Trois jours chez ma mère                                 | Drei Tage bei meiner Mutter                                      |
| 2006 | Jonathan Littell            | Les Bienveillantes                                       | Die Wohlgesinnten                                                |
| 2007 | Gilles Leroy                | Alabama Song                                             | Alabama Song                                                     |
| 2008 | Atiq Rahimi                 | Syngué Sabour. Pierre de patience                        | Stein der Geduld                                                 |
| 2009 | Marie NDiaye                | Trois femmes puissantes                                  | Drei starke Frauen                                               |
| 2010 | Michel Houellebecq          | La carte et le territoire                                | Karte und Gebiet                                                 |
| 2011 | Alexis Jenni                | L’art français de la guerre                              | Die französische Kunst des Krieges                               |
| 2012 | Jérôme Ferrari              | Le sermon sur la chute de Rome                           | Predigt auf den Untergang Roms                                   |
| 2013 | Pierre Lemaitre             | Au revoir là-haut                                        | Wir sehen uns dort oben                                          |
| 2014 | Lydie Salvayre              | Pas pleurer                                              | Weine nicht                                                      |
| 2015 | Mathias Énard               | Boussole                                                 | Kompass                                                          |
| 2016 | Leïla Slimani               | Chanson douce                                            | Dann schlaf auch du                                              |
| 2017 | Éric Vuillard               | L’ordre du jour                                          | Die Tagesordnung                                                 |
| 2018 | Nicolas Mathieu             | Leurs enfants après eux                                  | Wie später ihre Kinder                                           |
| 2019 | Jean-Paul Dubois            | Tous les hommes n’habitent pas le monde de la même façon | Jeder von uns bewohnt die Welt auf seine Weise                   |
| 2020 | Hervé Le Tellier            | L’anomalie                                               | Die Anomalie                                                     |
| 2021 | Mohamed Mbougar Sarr        | La plus secrète mémoire des hommes                       | Die geheimste Erinnerung der Menschen                            |
| 2022 | Brigitte Giraud             | Vivre vite                                               | Schnell leben                                                    |
| 2023 | Jean-Baptiste Andrea        | Veiller sur elle                                         | Was ich von ihr weiß                                             |
| 2024 | Kamel Daoud                 | Houris                                                   |                                                                  |

| Anm: | 1. 2. 3. 4. 5. |